# XPQ-21
XPQ-21 ist eine 1998 gegründete Electropunk-Band.

## Geschichte
Anfang der 1990er Jahre begann Stefano „The Jeyênne“ Giachetta als DJ und Elektroprojekt. Mit Stücken wie XPQ-21, Kickin und Das Nippel wurde er im Verlauf der 1990er zum bekannten Interpreten der jungen deutschen Technokultur. Im Jahr 1995 begleitete er die Deutschland-Tournee von The Prodigy und Moby. Nach letzten Veröffentlichungen in Kooperation mit einem EastWest-Subunternehmen und einem Auftritt während des Mayday-Festivals beendete The Jeyênne seine Solo-Laufbahn.
Zum Ende des Jahrzehnts begann er eine Kooperation mit der Musikerin Nicque, aus der das Projekt XPQ-21 feat. The Jeyênne hervorging. Der neue Bandname XPQ-21 wurde dem Stück der The-Jeyênne-Debütsingle entnommen. Das Duo veröffentlichte 1998 ihre erste gemeinsame Single A Gothic Novel, gefolgt von dem Album Destroy to Create im Jahr darauf. Nach der erst persönlichen Trennung 2001, gefolgt von der musikalischen 2003, führte The Jeyênne XPQ-21 fortlaufend mit wechselnder Besetzung allein fort. Die persönliche Trennung wurde vom Duo noch in dem Album Chi, das das nachkommend bekannteste Stück der Gruppe White and Alive erstmals als Albumtrack enthielt, verarbeitet.

## Stil
Der Musikstil von XPQ-21 ist vielschichtig und nicht eindeutig einem Genre im Spektrum des Electro zuzuordnen. Vielmehr wird die Musik als „Verschmelzung unterschiedlichster elektronischer Stilrichtungen, von Pop und Techno bis hin zu Elektro und Industrial“ und als „Geflecht aus Electro, Industrial, Trance, Techno, sowie Drum’n’Bass“ beschrieben. Die Musik erweise sich dabei als „sehr eigenständig, ohne sie jedoch eindeutig definieren zu können.“
Aufgrund der Attitüde der Band und der Bühnenpräsenz wird XPQ-21 dem Electropunk zugerechnet. Musikalisch greift der ursprüngliche Techno-Produzent und Hauptsongwriter The Jeyênne Elemente des frühen Techno ebenso auf wie solche des Wave, des Big Beat und des Ambient. Zu einem oft präsentem Techno-Beat wird meist von The Jeyênne gesprochen, gesungen oder gebrüllt, wodurch machne Stücke dem Aggrotech oder dem Future Pop entsprechen. Hinzu präsentiert die Gruppe Melodiefragmente auf Keyboard und Synthesizer. Die Verwendung weiterer Instrumente wie einer E-Gitarre oder eines E-Bass ist insbesondere Live gegeben.

## Diskografie
The Jeyênne
- 1992: The Jeyênne (Single, Adam & Eve Records)
- 1992: Big Confusion (feat. Lilly, Single, Hot)
- 1993: Time Warp (Single, Frankfurt Beat Productions)
- 1993: Take It Easy (Mit Cooper, Single, Direct Effect)
- 1994: Invasio Asiarum (EP, Frankfurt Beat Productions)
- 1995: Japanese Train (Single, Frankfurt Beat Productions)
- 1996: Monopoly (Single, Ultraphonic)
- 1997: Darkness (Single, Ultraphonic)

XPQ-21, anfangs XPQ-21 feat. The Jeyênne
- 1998: A Gothic Novel (Single, Fourbiddentones)
- 1999: Destroy to Create (Album, Fourbiddentones)
- 2000: Belle Epoque (Album, Bloodline)
- 2001: Hey You (Single, Bloodline)
- 2001: Chi (Album, Dying Culture)
- 2001: White and Alive (Single, Dying Culture)
- 2006: Alive (Album, Trisol)
- 2020: Alive Remixes (Remix-Album, Selbstverlag)
- 2022: Machines (Download-Single, Selbstverlag)
- 2023: Temptation (Download-Single, Selbstverlag)
- 2024: Where Minds Collide (Download-EP mit Laura Friedland, Selbstverlag)